# Le Chant des matelots
Pour plus de détails, voir Fiche technique et Distribution.
Le Chant des matelots (titre original : Das Lied der Matrosen) est un film est-allemand réalisé par Kurt Maetzig et Günter Reisch, sorti en 1958. 

## Synopsis
En 1917, le déroulement des mutineries de Kiel qui marquent le début de la révolution allemande de 1918-1919 et la chute de la monarchie en Allemagne.

## Fiche technique
- Titre : Le Chant des matelots[2]
- Titre original : Das Lied der Matrosen
- Réalisateur : Kurt Maetzig, Günter Reisch
- Scénario : Karl Georg Egel (de), Paul Wiens (de)
- Photographie : Joachim Hasler (de), Otto Merz
- Assistante à la réalisation : Doris Borkmann (de), Hans-Joachim Kasprzik
- Montage : Lena Neumann (de)
- Musique : Wilhelm Neef (de)
- Costumes : Elli-Charlotte Löffler, Rosemarie Wandelt
- Sociétés de production : Deutsche Film AG (DEFA)
- Pays de production :  Allemagne de l'Est
- Langue de tournage : allemand
- Format : Noir et blanc - 2,35:1 - Son mono - 35 mm
- Durée : 126 minutes (2h06)
- Genre : Drame
- Dates de sortie :
  - Allemagne de l'Est : 9 novembre 1958
  - Union soviétique : août 1959
  - Hongrie : 8 octobre 1959

## Distribution
- Günther Simon : Erich Steigert
- Raimund Schelcher : August Lenz
- Ulrich Thein (de) : Henne Lobke
- Friedrich Wilhelm Will : l'officier prussien
- Horst Kube : Jens Kasten
- Hilmar Thate : Ludwig Batuschek
- Wolfgang Langhoff : l'avocat
- Ekkehard Schall : Eberhard Schuckert
- Jochen Thomas (de) : Sebastian Huber
- Stefan Lisewski (de) : Jupp König
- Rita Gödikmeier : Anna
- Vladimir Gouliaev : Grischa
- Hans Finohr (de) : Schröder
- Elfriede Née (de) : Berta König
- Wolf Beneckendorff (de) : Von Resten
- Adolf Peter Hoffmann (de) : Gollwitz
- Eduard von Winterstein : Hindenburg
- Fred Delmare : un matelot
- Christoph Beyertt (de)
- Heinz Kögel (de)
- Helmut Schreiber (de)
- Gabriele Hoffmann
- Günther Grabbert (de)
- Johannes Wiecke
- Werner Senftleben (de)
- Peter A. Stiege (de)
- Klaus Gendries (de)
- Theresia Wider (de)
- Horst Buder (de)
- Jean Brahn (de)